# Extravasación de orina
La extravasación de orina hace referencia a la afección en la que un obstáculo en la uretra provoca una acumulación de orina en otras cavidades (extravasación), como el escroto o el pene en los varones. A veces se asocia a la existencia de un cálculo.
Se considera extravasación espontánea cuando se produce en ausencia de trauma, de intervención quirúrgica previa o reciente y sin antecedentes de instrumentación urológica o de urografía excretora practicada con compresión externa.

## Mecanismo
Una lesión en la uretra que deja la fascia de Buck intacta da como resultado una acumulación de orina o sangre (extravasación) limitada al pene con una distribución en manguito, a lo largo del eje del órgano, encerrada dentro de la fascia de Buck. 
Si la lesión del bulbo del pene produce una lesión uretral que acompaña a un desgarro de la fascia de Buck, entonces la sangre y la orina extravasadas se acumulan en el espacio perineal superficial, pasando al pene (externamente a la fascia de Buck), así como al escroto y a la pared abdominal anterior inferior, originando patrones de extravasación limitados únicamente por la fascia de Colles, pudiéndose extenderse superiormente hasta la fascia coracoclavicular e inferiormente hasta la fascia lata. Esto origina el patrón en mariposa característico del hematoma en el perineo.

## Urinoma
Las complicaciones a largo plazo de un traumatismo renal, una obstrucción ureteral o un trasplante renal pueden conducir a la formación de un urinoma que encapsula la orina extravasada.